# Asgard (italienische Band)
Asgard ist eine deutsch-italienische Rockband.

## Geschichte

### Erste Phase
1983 wollte der Student Albert Ambrosi in Treviso (Norditalien) eine Band auf die Beine stellen. Ziel war es, den romantischen Rock von Bands wie Genesis, Camel und Saga zu neuem Leben zu erwecken und ihn durch modernere Sounds und Arrangements dem Publikum vorzustellen, wobei der Schwerpunkt der Tätigkeit von vornherein nur auf Eigenkompositionen gesetzt war.
Auf der Suche nach gleichgesinnten Musikern fand Albert 1984 die ersten drei Bandkollegen: Max Michieletto (Gitarre), Marco Michieletto (Schlagzeug), Max’ Bruder, und Glauco Giacchello (Gesang, Bass und Gitarre).
Mit dieser Besetzung nahm die Band unter dem Namen „Fire Dusk“ an einigen Festivals und Rock-Wettbewerben teil.
Die junge Band gelangte bei solchen Gelegenheiten meistens auf Platz 1 und konnte damit an Erfahrung gewinnen, denn die Preise waren oft Studio-Aufnahmen oder Teilnahmen an namhaften Festivals mit bekannten Künstlern. Beispiel ist 1986 die Aufnahme in Ibiza (Spanien) ihrer Musik unter der Produktion Nick Griffiths (ehemaliger Produzent von Pink Floyd). Italian Rock Invasion, eine Sample-LP der besten italienischen Bands von damals, ist Zeugnis der Zusammenarbeit mit Nick Griffiths in Ibiza.
Schon im Sommer 1986 hatte die Band ihren Namen in „Asgard“ geändert.
1988 wurde Glauco Giacchello aufgrund von Meinungsverschiedenheiten mit dem Rest der Band in der Zielsetzung durch Chris Bianchi d’Espinosa und Kikko Grosso ersetzt.
Asgard begann mit Begeisterung zu touren, zuerst nur Norditalien, und gewann immer mehr Anhänger, so dass sich auch die Medien für die Band interessierten.
Die ersten Reaktionen im Ausland sind auf diese Zeit zurückzuführen. Noch eine Sample-LP ist das Ergebnis: Exposure 88 veröffentlicht durch ein holländisches Label, wo Asgard mit dem Track The Tale vertreten ist.
1990 entstand das Demo Concerts: 70 Minuten Asgard live digital aufgenommen. Verschiedene Radiosender strahlten das Demo aus, wodurch die deutsche Plattenfirma WMMS darauf aufmerksam wurde.
Auch ein französisches und ein italienisches Label haben zur selben Zeit Asgard ein Vertragsangebot gemacht, doch Asgard entschied sich für WMMS.

### Zweite Phase
1991 erschien das erste Werk Götterdämmerung, Anfang 1992 war Esoteric Poem an der Reihe und im Herbst 1992 Arkana, alle drei in Deutschland aufgenommen und produziert.
Inzwischen folgten Tourneen und Radio- und TV-Interviews.
Zwischen Esoteric Poem und Arkana war Marco Michieletto aus persönlichen Gründen ausgestiegen. Als Schlagzeuger wurde dann Marco Ferrero aus Padua engagiert.
1993 wurde Imago Mundi im norditalienischen Trient aufgenommen und anschließend veröffentlicht.
Kurz nach der Aufnahme verließ der Sänger Kikko Grosso die Band, um sich der Landwirtschaft zu widmen. Seine markante Stimme hat die ersten 4 CDs von Asgard geprägt. Ein neuer Sänger wird in Franco Violo gefunden, der eine sehr ähnliche Stimme wie Kikko besitzt.
Die nächsten zwei Jahre sind von begeisterten Reaktionen und Touren gekennzeichnet. Die CDs der Band werden durch WMMS in die ganze Welt vertrieben, was sehr positive Resonanz aus ganz Europa, Amerika und Asien zur Folge hat.
Die Live-Dimension war für Asgard immer sehr wichtig, aber in diesen Jahren erreicht die Show ihr höchstes Niveau, mit fantasievollen Kulissen, Feuereffekten und anderen Showeinlagen.
Es bilden sich treue Fangemeinschaften v. a. in Deutschland, Niederlande, Italien, Amerika und Spanien, was auch ein Ergebnis der zahlreichen Konzerte in ganz Europa ist.
Ende 1994 steigt auch Gitarrist Max Michieletto aus der Band aus. Für wenige Monate spielt Andrea Stefani Gitarre bei Asgard.

### Dritte Phase
Im Sommer 1995 auf Tour in Europa entscheiden Komponist und Texter der Band Ambrosi und das ehemalige Mitglied Bianchi d’Espinosa, in Norddeutschland zu leben. Das Label WMMS bietet ihnen eine Arbeitsstelle an, mit dem vertraglich festgesetzten Wunsch, dass die beiden Asgard am Leben erhalten sollen. Die übrigen Bandmitglieder bleiben in Norditalien, und ihre Wege trennen sich somit von Asgard.
Die Suche nach neuen passenden Musikern erweist sich als schwierig. Michael Brandt, Markus Hinzmann und Dietrich Kühne treten mit Asgard auf, doch zunächst wird auf weitere CD-Projekte verzichtet.
1998 ziehen Ambrosi und d’Espinosa nach Süddeutschland um. Dort angekommen, treiben sie die Vorbereitungen zur neuen CD Drachenblut voran. Für die Aufnahme werden zwei Session-Musiker rekrutiert: Peter Bachmayer (Schlagzeug) und Ivo Gallo (Gesang). Als Gitarrist fungiert Sergio Ghiotto aus Norditalien, ehemaliges Mitglied der Prog-Band „Top Left Corner“.
2000 wird Drachenblut aufgenommen und im April feierlich dem Publikum vorgestellt.
Nach der obligatorischen „Drachenblut-Tour“ wird entschieden, feste Bandmitglieder zu suchen. Michael Brandt (Schlagzeug) aus Norddeutschland wird zum zweiten Mal bei Asgard aufgenommen. Nach weiteren Besetzungswechseln kommt es 2004 zum aktuellen Line-Up.
2020 erschien das neue Album Ragnarøkkr für das deutsche Label Pride and Joy, aufgenommen und produziert von Roland Grapow (ex-Helloween, Masterplan).

## Stil und Name
Die Musik von Asgard ist melodischer Metal mit klassischer und mittelalterlicher Einfärbung. Man kann auch von Progressive Metal oder Pagan Metal sprechen.
Alle Mitglieder Asgards genossen eine klassische und jazzorientierte Ausbildung.
Der Name Asgard entstammt der nordischen Mythologie und bedeutet „Die Burg der Götter“, welche im Himmel erbaut wurde.
Die Texte spiegeln eine starke Leidenschaft für mittelalterliche Sagen wider und schlagen Brücken zu heutigen Problematiken.

## Diskografie
- 1991: Götterdämmerung
- 1992: Esoteric Poem
- 1992: Arkana
- 1993: Imago Mundi
- 2000: Drachenblut
- 2020: Ragnarøkkr